# Senjawi
Senjawi o Sindjawi (àrab Sindjabi o Sinjabi, derivat del persa sandjab i kurd sindjaw que vol dir "Esquirol") és una tribu kurda de l'Iran destacada per les seves posicions proiranianes contra els otomans, els anglesos i els russos fins al final de la dinastia qadjar i la seva oposició a la dinastia pahlavi. Els nòmades viuen a la regió entre Kasr-e Shirin i Khanakin; una part de les seves terres va quedar dins a l'Imperi Otomà per l'acord de delimitació fronterera del 1914, i va ser part del vilayat de Mossul i després de l'Iraq, formant part actualment del Kurdistan del Sud. Una part important de la tribu es va sedentaritzar aviat i viu a la província de Kermansah.
La tribu s'esmenta per primer cop durant el conflicte d'Herat. Sembla que al darrer segle (XVIII) s'havien separat de la tribu Zangena i s'havien unit a la tribu Guran per formar finalment grup separat que va aportar soldats al govern de Pèrsia. La primera guerra per Herat es va desenvolupar el 1833, però es va aturar a la mort del príncep Abbas Mirza, fill del xa Fath Ali Shah i hereu del tron. La segona guerra d'Herat es va lliurar el 1838 sota Muhammad Shah Qadjar i la tercera el 1856 al temps de Nasir al-Din Shah. A la segona guerra s'esmenta un regiment de 200 cavallers senjawis que va participar en el setge de la ciutat i es diu que com que anaven amb capes fetes amb pell d'esquirol, van rebre el nom de senjawis o sinjawis (vestits de forro d'esquirol).
La tribu es va unificar i reforçar sota Gasan Khan del clan Čalawi. El va seguir el seu fill Shir Muhammad Khan que va rebre oficialment el nom de Samsan al-Mamalek (L'espasa aguda dels iranians) que fou governador de Kasr-e Shirin, defensant la zona fronterera dels atacs otomans, així com de les pretensions de russos i anglesos abans i durant la I Guerra Mundial. Els van seguir tres fills: Ali Akbar Khan Sardar Moktader, Kasem Khan Sardar Naser i Hosayn Khan Salar Zafar. Sardar Moktader fou el més famós; fou empresonat diverses vegades i finalment exiliat a Teheran en residència vigilada, morint el 1935. Sardar Naser va estar exiliat a Qazvín va perdre terres i béns i va morir el 1950. I el petit, Salar Zafar, oposat a Rida Shah, es va refugiar a Rússia el 1930 i va morir víctima de les anomenades purgues estalinistes. El fill de Sardar Naser, Karim Bakhtiyar, va ocupar diversos càrrecs en l'ensenyament i fou ministre d'Educació amb el primer ministre Mohammad Mosaddeq; va representar a l'Iran a la Haia en el conflicte per la nacionalització del petroli. Amb la revolució islàmica fou breument ministre d'Afers Exteriors, però desenganyat, es va retirar i va marxar a l'estranger; morí als Estats Units el 4 de juliol de 1995.
La tribu es va sendentaritzar quasi totalment als darrers anys del xa i sobretot (de manera planificada) als primers de la república islàmica; els ramaders i camperols es van empobrir, i els seus ramats es van reduir per una mala planificació de la sendentarització.